# Kubaparakit
Kubaparakit (Psittacara euops) är en fågel i familjen västpapegojor inom ordningen papegojfåglar.

## Utseende och läte
Kubaparakiten är en 26 cm lång helgrön papegojfågel med rött i vingknogen och på undre vingtäckarna. Spridda röda fjädrar syns också på huvudet och bröstet. Den är vidare mer gulgrön på undersidan av vingpennorna och stjärten. Runt ögat syns en ring av bar vit hud. I flykten hörs ett ljudligt "crick-crick-crick" i flykten, under födosök mjukare läten.

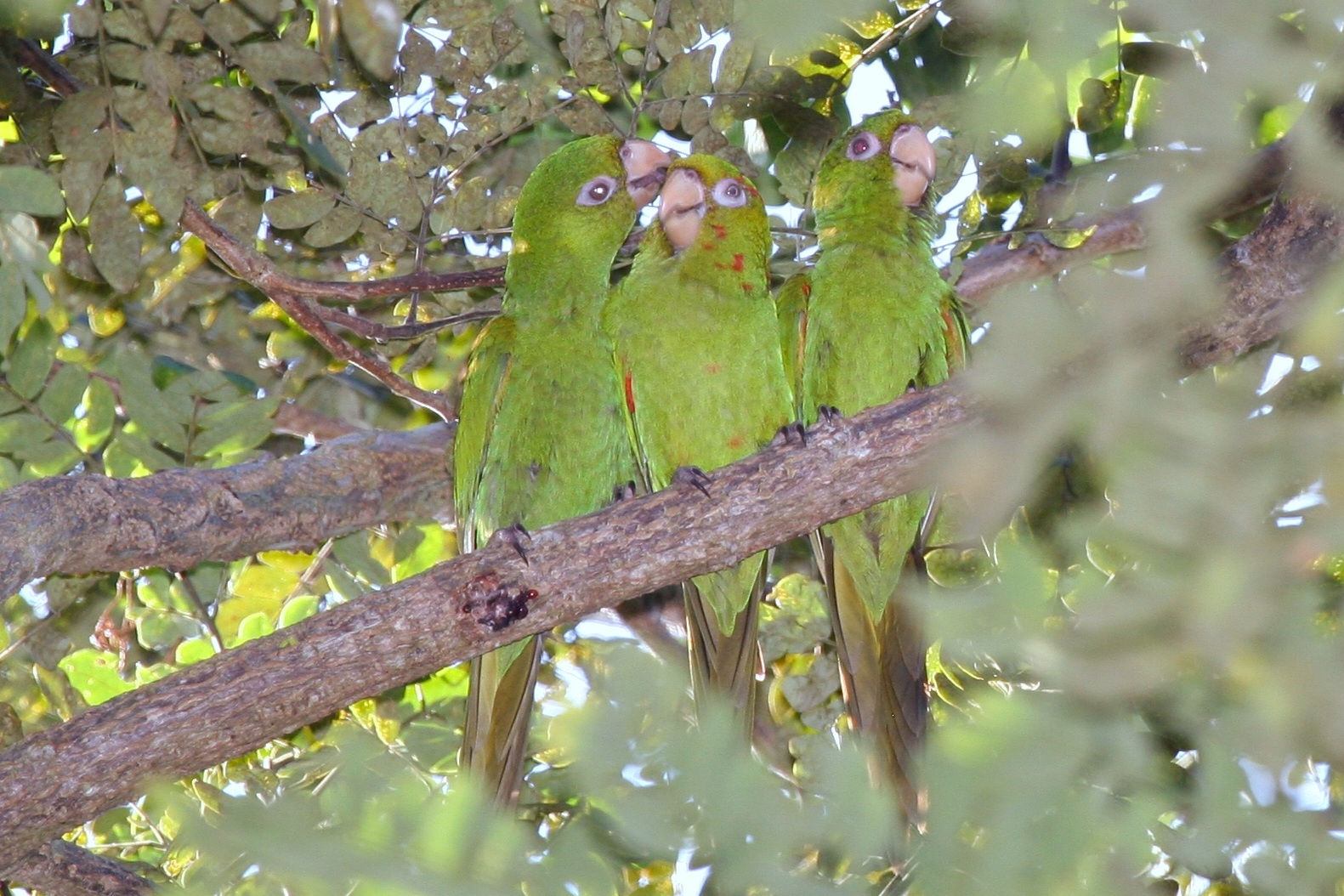

## Utbredning och systematik
Fågeln förekommer i sydvästra Kuba (Zapata Swamp, "skokärret"), tidigare fanns den också på ön Isla de la Juventud. Den behandlas som monotypisk, det vill säga att den inte delas in i några underarter.

### Släktestillhörighet
Kubaparakiten placerades tidigare i släktet Aratinga, men genetiska studier visar att arterna som traditionellt placeras där inte är varandras närmaste släktingar. Aratinga har därför delats upp i flera mindre släkten, där kubaparakiten med släktingar lyfts ut till Psittacara.

## Status och hot
Kubaparakiten har ett litet och fragmenterat utbredningsområde. Även världspopulationen är liten, bestående av uppskattningsvis endast 1 500–7 000 vuxna individer. Den tros också minska i antal till följd av habitatförlust och fångst för burfågelindustrin. Den är därför upptagen på internationella naturvårdsunionen IUCN:s röda lista över hotade arter, kategoriserad som sårbar (VU).